# I Knew You Were Trouble (pjesma Taylor Swift)
I Knew You Were Trouble je pjesma američka kantautorice Taylor Swift, s njenog četvrtog studijskog albuma Red (2012). Objavila ju je Big Machine Records 9. listopada 2012. u Sjedinjenim Američkim Državama kao treći promotivni singl s albuma. Napisali su je Swift, Max Martin i Shellback.
"I Knew You Were Trouble" dobila je općenito pozitivne kritike glazbenih kritičara, koji su pohvalili njegovu glavnu žalbu, ali je istaknuo da je Swiftovo eksperimentiranje s dubstepom relativno ograničeno. Zbog jake digitalne prodaje, pjesma je debitirala na trećem mjestu Billboard Hot 100 ljestvice u Sjedinjenim Američkim Državama, prodavajući više od 416.000 primjeraka unutar prvog tjedna; kasnije je dosegla vrhunac na broju dva u siječnju 2013. Pjesma je prodana samo 5 milijuna primjeraka u SAD-u do 2014. godine.

## Pozadina pjesme
Kantautorica Taylor Swift objavila je svoj treći studijski album, Speak Now, u listopadu 2010. Album je napisala potpuno sama i koproducirala ga je s Nathanom Chapmanom, svojim dugogodišnjim suradnikom. Album se glazbeno proširuje na country pop zvuk njezina dva prethodna albuma, s elementima pop-a. Na sljedećem albumu, Red, Swift je imala za cilj eksperimentirati izvan formularnog country pop zvuka prethodnih albuma. U tu je svrhu Swift pristupila različitim producentima izvan svoje karijere u Nashvilleu, Tennessee.
Iako je Swift željela eksperimentirati s različitim glazbenim stilovima, ona je - kao kantautorica - dala prednost tekstovima u odnosu na produkciju, nastojeći uhvatiti svoje privremene emocije. Otišla je u Los Angeles kako bi se sastala sa švedskim producentom Maxom Martinom, čije su pop pjesme na vrhu ljestvice impresionirale Swift. Martin i njegov dugogodišnji partner Shellback, zajedno su napisali i producirali tri pjesme na Redu-"22", "We are never ever ever get back back together" i "I Knew You Were Trouble"-od kojih sve sadrže pop produkciju vođenu sintisajzerom. Za "I Knew You Were Trouble", Swift je pjesmu razvila kao baladu na klaviru i zamolila je Martina i Shellbacka da intenzivan emocionalni osjećaj prate "kaotičnim" zvukom. Dva producenta u pjesmu su unijeli elemente dubstepa - žanra o kojem Swift nije imala dovoljno znanja - za koji je Swift rekala da je najhrabrija glazbena odluka na albumu koja će publiku "izbezumiti".
Pjesma se snimila u studiju MXM u Stockholmu u Švedskoj i Sam Holland u studiju Conway Recording Studio u Los Angelesu. Miksao ju je Serban Ghenea u MixStar Studios u Virginia Beachu u Virginiji, a majstorirao Tom Coyne u Sterling Sound Studiju u New Yorku. U intervjuu za Associated Press u listopadu 2013., Swift je opisala Martina i Shellbacka kao "suradnike iz snova" jer su njezine ideje odveli u drugom smjeru, što ju je izazvalo kao kantautoricu.

## Promocija
Za promicanje Red-a, Swift je premijerno prikazala jednu pjesmu svakog tjedna na Good Morning America, od 24. rujna do datuma izlaska albuma 22. listopada 2012., u sklopu odbrojavanja od četiri tjedna. "I Knew You Were Trouble" bila je treća pjesma koju je Swift premijerno izvela 8. listopada 2012. Dan nakon premijere Good Morning America, Big Machine Records pustio je pjesmu na iTunes Store za digitalno preuzimanje kao promotivni singl. "I Knew You Were Trouble" objavljen je za američki pop radio 27. studenog 2012., kao službeni singl.

## Glazbeni video
Glazbeni video za pjesmu objavljen je 14. prosinca 2012., a režirao ga je Anthony Mandler. Video se snimao u Los Angeles-u kroz dva puna dana. Glavni likovi u videu su Swift i njen ljubavni interes kojeg je glumio Reeve Carney.
Swift je objasnila kako je htjela prikazari video u kojemu se djevojka prebrzo zaljubi u muškarca te na kraju mora pretrpjeti posljedice. Na početku videa nalazi se poezija koju Swift recitira dok se video odvija u pozadini.

## Ljestvice
| Ljestvice                  | Najviša pozicija |
| -------------------------- | ---------------- |
| Australija                 | 21               |
| Belgija                    | 3                |
| Europa                     | 59               |
| Irska                      | 12               |
| Kanada                     | 11               |
| Sjedinjene Američke Države | 9                |
| Ujedinjeno Kraljevstvo     | 9                |

## I Knew You Were Trouble (Taylor's Version)
"I Knew You Were Trouble (Taylor's Version)" je reizdanje Swiftine skladbe koja je izašla u listopadu 2012. Pjesma se nalazi na Swiftinom reizdanju njenog četvrtog studijskog albuma Red pod nazivom Red (Taylor's Version).

### Pozadina
U kolovozu 2019. Swift je najavila kako će ponovno snimiti svojih prvih šest studijskih albuma nakon što su njezine glavne snimke prodane američkom poduzetniku Scooteru Braunu nakon kupnje njezine bivše izdavačke kuće Big Machine Records. 18. lipnja 2021. Swift je najavila ponovno snimljenu verziju njenog četvrtog studijskog albuma, Red, pod nazivom Red (Taylor's Version), predviđenog za izlazak 19. studenog 2021. 3. kolovoza iste godine Swift je objavila popis pjesama za album te se na četvrtom mjestu nalazi I Knew You Were Trouble, kao i na originalnoj verziji albuma.